# River Dikler
Der River Dikler ist ein Fluss in Gloucestershire, England.
Der Dikler entsteht nordwestlich von Stow-on-the-Wold. Er fließt in südlicher Richtung und mündet östlich von Bourton-on-the-Water in den River Eye.